# Moutiers (Ille-et-Vilaine)
Pour les articles homonymes, voir Moutiers.
Moutiers est une commune française située dans le département d'Ille-et-Vilaine en région Bretagne, peuplée de 905 habitants.

## Géographie
Moutiers est située à 3 km de La Guerche-de-Bretagne, à 13 km d'Argentré-du-Plessis, à 18 km de Vitré et à 24 km de Cossé-le-Vivien. La gare de Retiers, située à 17 km, est la plus proche de la commune.
| Domalain               |                     | Saint-Germain-du-Pinel |
|                        | Moutiers            | Gennes-sur-Seiche      |
| La Guerche-de-Bretagne | Availles-sur-Seiche |                        |

Le village est situé sur la Seiche qui y forme l'étang de Carcraon.

### Hydrographie
Pour un article plus général, voir Réseau hydrographique d'Ille-et-Vilaine.
La commune est située dans le bassin Loire-Bretagne. Elle est drainée par la Seiche, la Planche aux Merles et le ruisseau de la Guerche,,.
La Seiche, d'une longueur de 97 km, prend sa source dans la commune du Pertre et se jette  dans la Vilaine à Bruz, après avoir traversé 24 communes. 

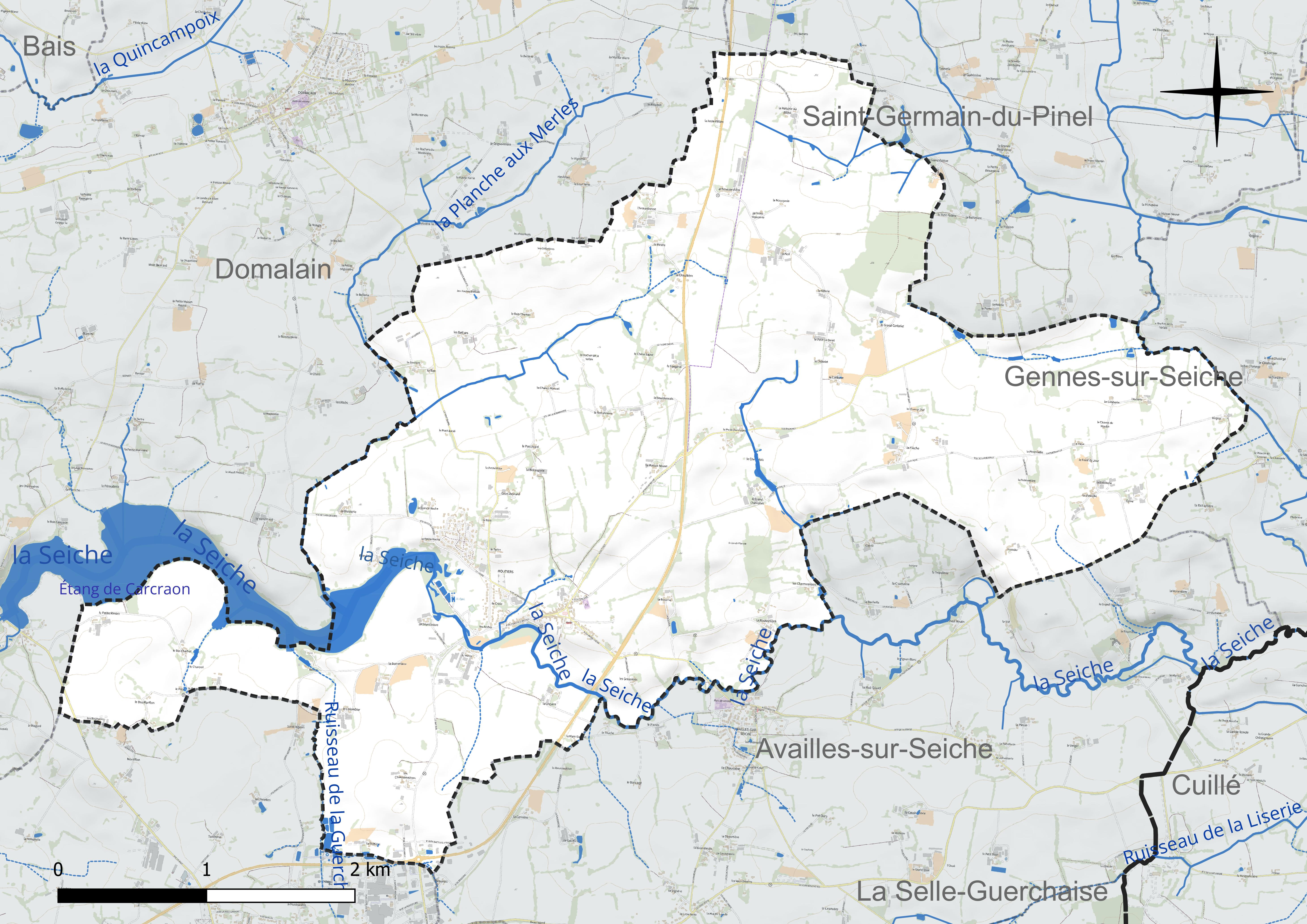
Réseau hydrographique de Moutiers.

Un plan d'eau complète le réseau hydrographique : l'étang de Carcraon, d'une superficie totale de 86,9 ha (19,81 ha sur la commune),.

### Climat
Pour des articles plus généraux, voir Climat de la Bretagne et Climat d'Ille-et-Vilaine.
En 2010, le climat de la commune est de type climat océanique altéré, selon une étude du CNRS s'appuyant sur une série de données couvrant la période 1971-2000. En 2020, Météo-France publie une typologie des climats de la France métropolitaine dans laquelle la commune est exposée à un climat océanique et est dans la région climatique  Bretagne orientale et méridionale, Pays nantais, Vendée, caractérisée par une faible pluviométrie en été et une bonne insolation. Parallèlement, l'observatoire de l'environnement en Bretagne publie en 2020 un zonage climatique de la région Bretagne, s'appuyant sur des données de Météo-France de 2009. La commune est, selon ce zonage, dans la zone « Sud Est », avec des étés relativement chauds et ensoleillés.  
Pour la période 1971-2000, la température annuelle moyenne est de 11,4 °C, avec une amplitude thermique annuelle de 13,4 °C. Le cumul annuel moyen de précipitations est de 739 mm, avec 12,7 jours de précipitations en janvier et 6,7 jours en juillet. Pour la période 1991-2020, la température moyenne annuelle observée sur la station météorologique la plus proche, située sur la commune d'Arbrissel à 8 km à vol d'oiseau, est de 12,1 °C et le cumul annuel moyen de précipitations est de 718,7 mm,. Pour l'avenir, les paramètres climatiques de la commune estimés pour 2050 selon différents scénarios d'émission de gaz à effet de serre sont consultables sur un site dédié publié par Météo-France en novembre 2022.

## Urbanisme

### Typologie
Au 1er janvier 2024, Moutiers est catégorisée commune rurale à habitat dispersé, selon la nouvelle grille communale de densité à sept niveaux définie par l'Insee en 2022.
Elle est située hors unité urbaine. Par ailleurs, la commune fait partie de l'aire d'attraction de La Guerche-de-Bretagne, dont elle est une commune de la couronne,. Cette aire, qui regroupe 11 communes, est catégorisée dans les aires de moins de 50 000 habitants,.

### Occupation des sols
L'occupation des sols de la commune, telle qu'elle ressort de la base de données européenne d'occupation biophysique des sols Corine Land Cover (CLC), est marquée par l'importance des territoires agricoles (93,4 % en 2018), en diminution par rapport à 1990 (95 %). La répartition détaillée en 2018 est la suivante : 
zones agricoles hétérogènes (46,8 %), terres arables (36,5 %), prairies (10,1 %), zones urbanisées (3,4 %), forêts (1,3 %), eaux continentales (1,3 %), zones industrielles ou commerciales et réseaux de communication (0,6 %). L'évolution de l'occupation des sols de la commune et de ses infrastructures peut être observée sur les différentes représentations cartographiques du territoire : la carte de Cassini (XVIIIe siècle), la carte d'état-major (1820-1866) et les cartes ou photos aériennes de l'IGN pour la période actuelle (1950 à aujourd'hui).

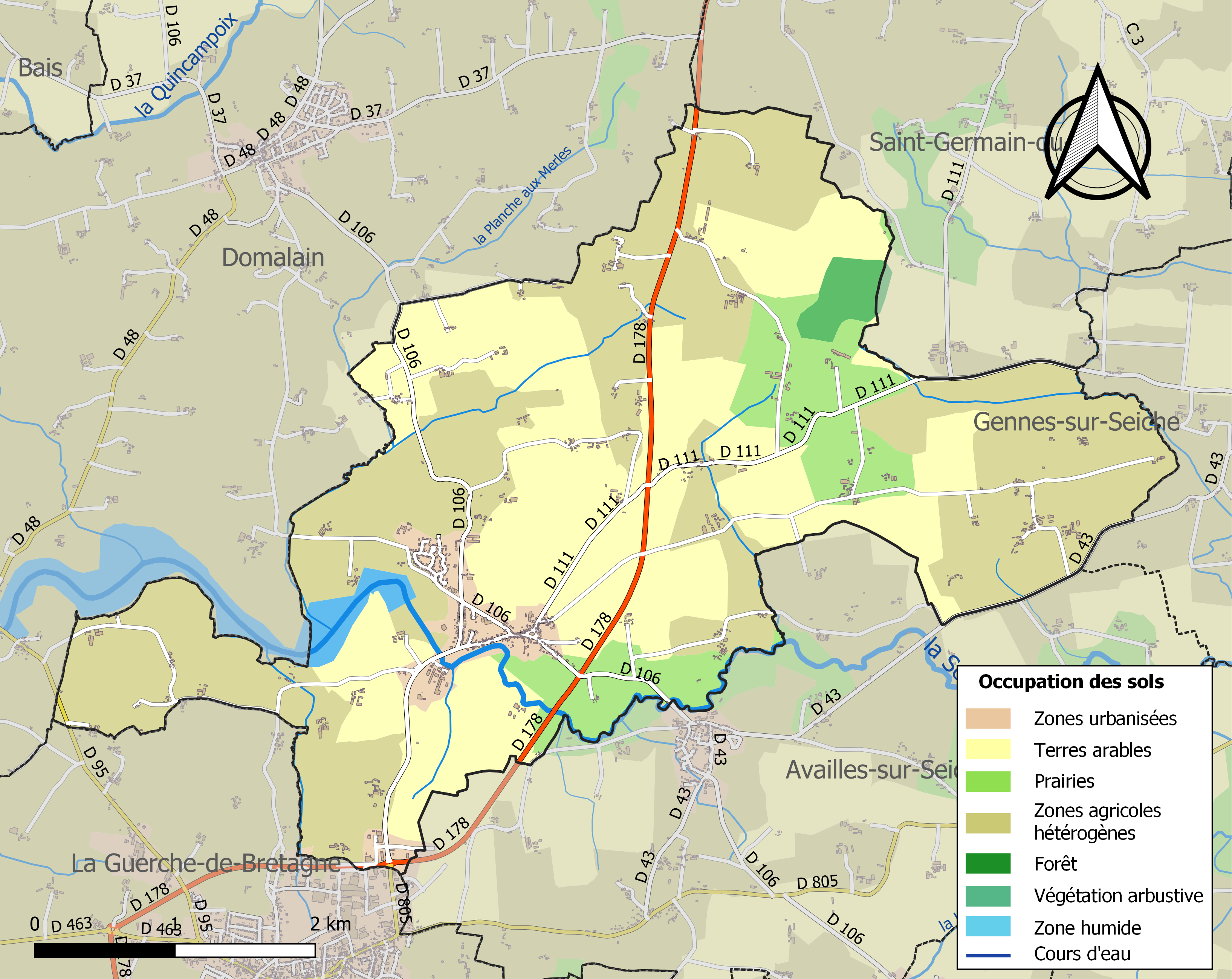
Carte des infrastructures et de l'occupation des sols de la commune en 2018 (CLC).

## Toponymie
Le nom de la localité est attesté sous les formes ecclesia de Monasteriis en 1120, Moustiers au XVIIe siècle.
Moutiers vient du latin monasterium (monastère),,.

## Histoire

### Moyen-Âge
La paroisse de Moutiers dépendait autrefois de la châtellenie du Désert, qui appartint aux barons de Châteaubriant, puis à ceux de Vitré à partir de 1542, et disposait du droit de haute justice. Le chef-lieu de la châtellenie du Désert se trouvait au manoir de la Rivière du Désert, en Visseiche, et s'étendait sur le territoire des paroisses d'Availles, Bais, Brielles, Chancé, Domalain, Gennes, Moulins, Moutiers, Le Pertre, Saint-Germain-du-Pinel, Vergéal et Visseiche.

### Temps modernes
Le duc de la Trémouille était seigneur de Moutiers. Plusieurs manoirs nobles ont disparu, comme ceux de la Bellangerie et de la Bonnerie, qui appartinrent à Olivier du Guesclin, seigneur de La Guerche ; d'autres subsistaient en 1847 comme la Motte, le Fougeray et le Grand Chevrolay.

### LeXIXesiècle
La cure, qui était à l'ordinaire sous l'Ancien Régime devint succursale à partir du Concordat de 1801.

## Politique et administration

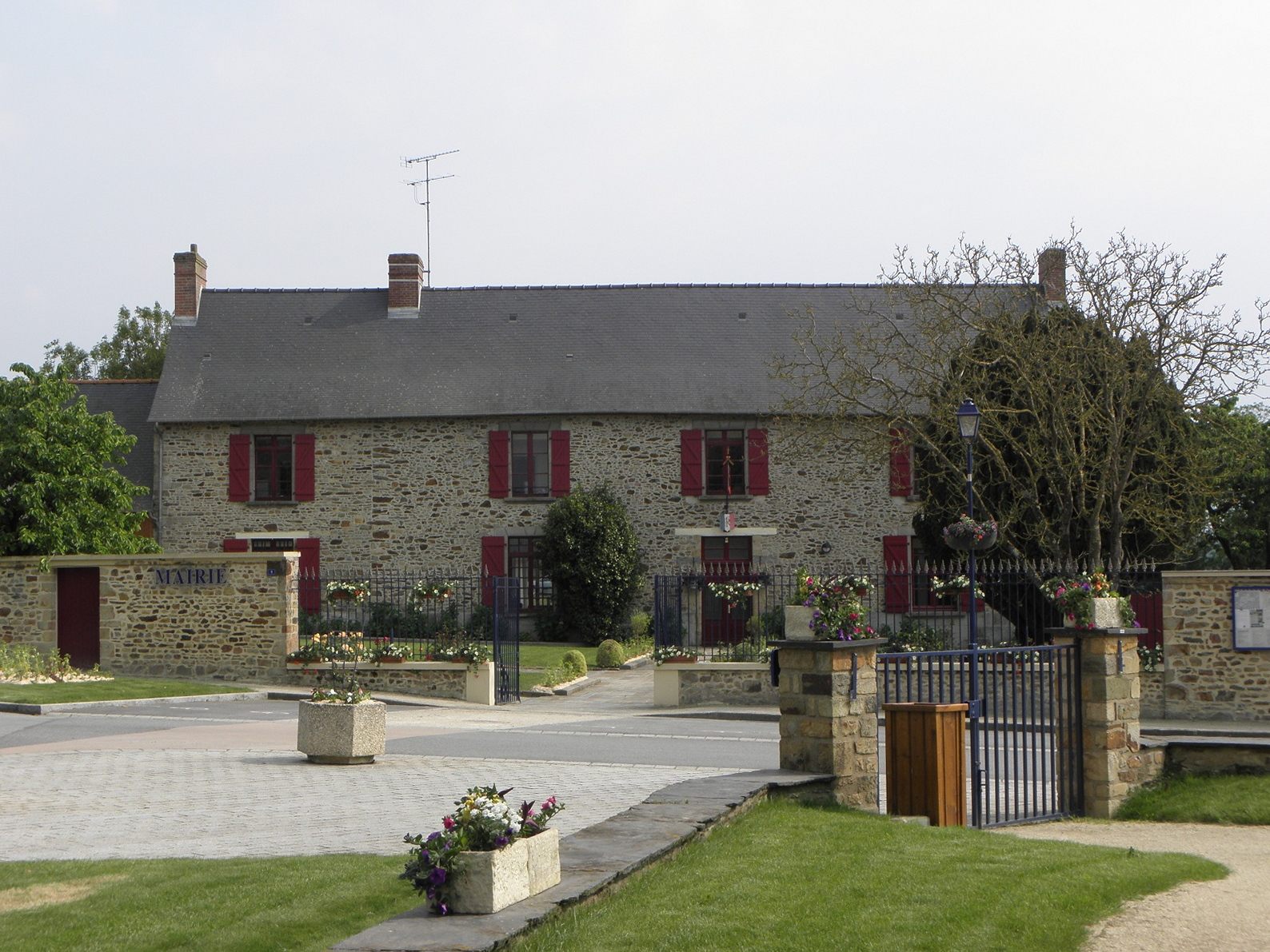
La mairie.

| Période                                  | Période   | Identité        | Étiquette | Qualité             |
| ---------------------------------------- | --------- | --------------- | --------- | ------------------- |
| 1947                                     | 1950      | Joseph Barbot   | MRP       |                     |
| 1950                                     | 1971      | Pierre Martin   |           |                     |
| 1971                                     | 1995      | Pierre Platier  |           | Cadre notarial      |
| 1995                                     | mars 2008 | Bertrand Cornée |           | Agriculteur         |
| mars 2008                                | mars 2014 | Joseph Ollivier | DVD       | Retraité            |
| mars 2014                                | En cours  | Yves Colas      |           | Responsable conseil |
| Les données manquantes sont à compléter. |           |                 |           |                     |

## Démographie
L'évolution du nombre d'habitants est connue à travers les recensements de la population effectués dans la commune depuis 1793. Pour les communes de moins de 10 000 habitants, une enquête de recensement portant sur toute la population est réalisée tous les cinq ans, les populations de référence des années intermédiaires étant quant à elles estimées par interpolation ou extrapolation. Pour la commune, le premier recensement exhaustif entrant dans le cadre du nouveau dispositif a été réalisé en 2006.
En 2022, la commune comptait 905 habitants, en évolution de −3,21 % par rapport à 2016 (Ille-et-Vilaine : +5,46 %, France hors Mayotte : +2,11 %).
| 1793  | 1800  | 1806  | 1821  | 1831  | 1836  | 1841  | 1846  | 1851  |
| ----- | ----- | ----- | ----- | ----- | ----- | ----- | ----- | ----- |
| 1 216 | 1 223 | 1 674 | 1 263 | 1 284 | 1 147 | 1 152 | 1 166 | 1 151 |

| 1856  | 1861  | 1866  | 1872  | 1876  | 1881  | 1886  | 1891  | 1896 |
| ----- | ----- | ----- | ----- | ----- | ----- | ----- | ----- | ---- |
| 1 100 | 1 104 | 1 202 | 1 060 | 1 054 | 1 000 | 1 008 | 1 023 | 978  |

| 1901 | 1906 | 1911 | 1921 | 1926 | 1931 | 1936 | 1946 | 1954 |
| ---- | ---- | ---- | ---- | ---- | ---- | ---- | ---- | ---- |
| 932  | 931  | 910  | 801  | 799  | 800  | 810  | 821  | 751  |

| 1962 | 1968 | 1975 | 1982 | 1990 | 1999 | 2006 | 2011 | 2016 |
| ---- | ---- | ---- | ---- | ---- | ---- | ---- | ---- | ---- |
| 717  | 650  | 594  | 625  | 638  | 655  | 775  | 928  | 935  |

| 2021 | 2022 | - | - | - | - | - | - | - |
| ---- | ---- | - | - | - | - | - | - | - |
| 910  | 905  | - | - | - | - | - | - | - |

## Transports
La commune est desservie par la ligne de bus n°7 de Vitré Communauté.

## Lieux et monuments
- Église Saint-Martin de Moutiers.

## Activité et manifestations

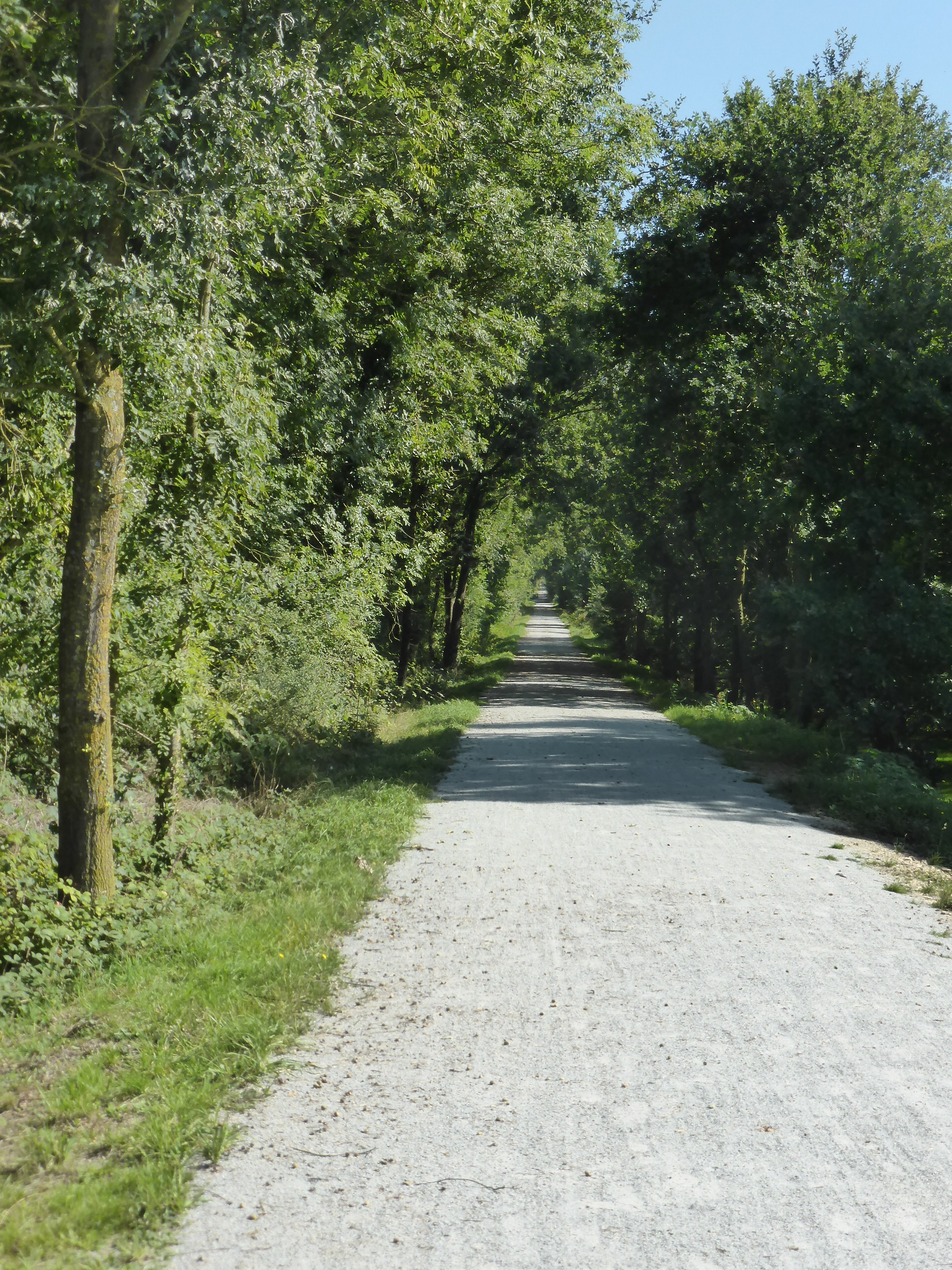
La voie verte Vitré-Moutiers.

L'ancienne voie ferrée qui reliait Vitré (Ille-et-Vilaine) à La Guerche de Bretagne est transformée en voie verte. Le parcours de 20 km, utilisé par randonneurs, cyclistes et chevaux, part de Vitré et se termine à Moutiers.

## Personnalités liées à la commune
- Le prêtre et ermite saint Jean de Chinon